# Yablochko
Pour les articles homonymes, voir Pomme (homonymie).
Clip vidéo
[vidéo] « Danse des marins russes - Yablochko - - Ballet d'Igor Moïsseïev », sur YouTube
[vidéo] « Pomme - Ballet d'Igor Moïsseïev. », sur YouTube
Yablochko (russe : Яблочко) ou petite pomme ou pomme ou danse des marins russes (en référence au pompon des bachis de marins de marine militaire) est une chanson populaire russe (ru) et une danse folklorique russe (en), de style et de danse tchastouchka, traditionnellement présentée comme un hymne de marins russes. La version chorégraphiée de la danse est apparue pour la première fois dans le ballet russe Le Pavot rouge de 1926 de Reinhold Glière, du théâtre Bolchoï de Moscou. 

## Histoire

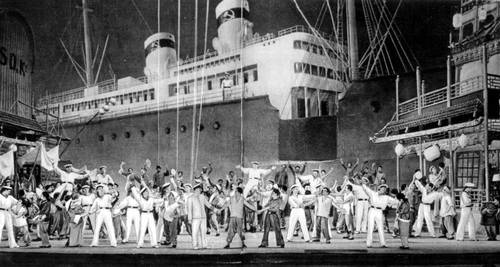
Scène du ballet Le Pavot rouge du théâtre Bolchoï de Moscou (1927).

L'enregistrement de 1923 du chanteur russe David Medoff, chez Columbia Records (E9054) de New York, serait un des plus anciens enregistrements connus. La danse chorégraphique acrobatique synchronisée spectaculaire et emblématique est réalisée avec des danseurs en uniforme de marin.
Il existe plusieurs variantes de cette chanson, sous ce nom, avec de nombreuses paroles connues, avec parfois pour seule partie commune leurs mélodies et lignes de signature commençant par « Эх, яблочко... » (« Ekh, Yablochko », « Ekh, petite pomme »), avec des nombreuses variantes « Ekh petite pomme, où roules-tu? », « Oh, pomme ! Mais où vas-tu ? », « Ekh petite pomme sur la soucoupe »... en référence au pompon des bachis de marins de marine militaire). Un grand nombre de vers de ce genre ont proliféré pendant la guerre civile russe (1917-1921), dans les camps rouges, verts, noirs et blancs (impérial). La chanson elle-même n'a rien à voir avec les pommes, ses couplets étant généralement liés aux idéaux politiques de l'époque. Des musicologues avancent que les origines de la danse « yablochko » serait issue d'une synthèse inspirée de la danse de cornemuse « hornpipe » britannique et irlandaise et de danse traditionnelle russe.